# نیزنانوویتسه (استان اشوی‌داشکسیه)
نیزنانوویتسه (به لهستانی: Nieznanowice) یک منطقهٔ مسکونی در لهستان است که در گمینا وشچووا واقع شده‌است.